# Сау Паулу (самолетоносач)
Сау Паулу (на португалски: São Paulo) е бразилски самолетоносач, флагмански кораб на бразилските Военноморски сили.
Корабът е пуснат на вода през 1963 година и до 2000 година е част от военноморските сили на Франция под името Фош. След закупуването му от Бразилия получава името на щата Сау Паулу.